# Walking Tall – Auf eigene Faust
Walking Tall – Auf eigene Faust (Originaltitel: Walking Tall) ist eine Verfilmung einer wahren Begebenheit in einer US-Kleinstadt von dem Regisseur Kevin Bray aus dem Jahr 2004 und eine Neuverfilmung von Der Große aus dem Dunkeln aus dem Jahr 1973. Die Hauptrolle verkörperte Dwayne „The Rock“ Johnson.

## Handlung
Der Elitesoldat Chris Vaughn kehrt nach achtjähriger Abwesenheit in seine Heimatstadt zurück. Jay Hamilton, der Vaughn aus seiner Schulzeit bekannt ist, hat in der Zwischenzeit ein florierendes Casino in der Kleinstadt aufgebaut, durch dessen finanzielle Monopolstellung er die Kontrolle über die Stadt und deren Polizei hat. Auch werden Drogen über die Sicherheitsleute des Casinos an Jugendliche verkauft. Nachdem Vaughn bei einem Spieleabend im Casino mit seinen Freunden einen Betrug mittels gezinkter Würfel durch einen Croupier bemerkt, kommt es zu einer Auseinandersetzung mit dem Sicherheitspersonal, infolge deren Vaughn überwältigt wird und ihm erhebliche Schnittverletzungen zugefügt werden. Der örtliche Sheriff, ein Unterstützer des Casinos, weigert sich später, eine Anzeige aufzunehmen, und erklärt den Fall für abgeschlossen.
Nachdem Vaughns jugendlicher Neffe Pete durch Konsum von Drogen aus dem Casino ins Krankenhaus eingeliefert werden muss, eskaliert die Situation: Der ehemalige Elitesoldat fährt zum Casino und rächt sich an der Gangsterbande, indem er sie zusammenschlägt und die Einrichtung des Casinos verwüstet.
In dem darauf folgenden Gerichtsverfahren gegen Chris Vaughn bietet er den Geschworenen an, dass er als Sheriff kandidieren und in der Stadt für Ordnung sorgen werde, sollte er nicht verurteilt werden. Nach seiner Freilassung nimmt er einzelne Bandenmitglieder aufgrund kleinerer Delikte fest und versucht, Beweise gegen sie zu finden, worauf diese beschließen, Vaughn zu ermorden. Im Showdown stellt er sich seinen zahlenmäßig überlegenen Gegnern und bringt mit Hilfe seines besten Freundes Ray, der ihm als Hilfssheriff zur Seite steht, wieder Ordnung in die Kleinstadt.

## Entstehung
Dem Drehbuch von Walking Tall liegt die wahre Geschichte des US-Polizisten Buford Pusser zugrunde, welcher sich von 1964 bis 1970 als Sheriff in Tennessee einen Namen machte. In Grundzügen hat die Geschichte tatsächlich so stattgefunden, wurde jedoch für den Film verändert und mit zahlreichen Actionelementen aufgefüllt.
Als Schauplatz des Filmes dient eine Kleinstadt im Kitsap County im US-Bundesstaat Washington im Nordwesten der Vereinigten Staaten.

## Kritik
Lexikon des internationalen Films: „Solide, aber gesichtslos inszenierter Actionfilm, der gewalttätiges Vorgehen gegen Verbrecher propagiert.“

## Trivia
- The Rock machte alle Stunts selbst und nach Aussagen des Regisseurs besser als alle Stuntdoubles.
- Für die Rolle des Militärveteranen musste sich The Rock seine Tätowierungen überschminken lassen und ließ sich stattdessen eine „klassische Militärtätowierung“ auf den Arm malen.
- WWE-Chef Vincent K. McMahon war an der Entstehung des Films beteiligt. Er führt neben der WWE das Tochterunternehmen WWE-Films, da viele Wrestler seiner Liga bereits eine Filmkarriere eingeschlagen haben.
- Die amerikanische Band Drive-By Truckers erzählt in ihrem Lied „The Boys From Alabama“ vom Album „The Dirty South“ die nach eigenen Angaben „andere Seite“ der Geschichte von Walking Tall.

## Fortsetzungen
2007 entstanden zwei Fortsetzungen mit Kevin Sorbo in der Hauptrolle. Beide wurden direkt auf DVD veröffentlicht.
- Walking Tall: The Payback (Walking Tall 2)
- Walking Tall: Lone Justice